# Little Charlie & the Nightcats
Little Charlie & the Nightcats – amerykańska grupa muzyczna wykonująca muzykę bluesową, w której skład wchodzą obecnie harmonijkarz i wokalista Rick Estrin, gitarzysta Chris 'Kid' Andersen, basista Lorenzo Farrell i perkusista J. Hansen.

## Historia grupy
Charlie Baty (ur. 1953) studiował matematykę na Uniwersytecie Kalifornijskim w Berkeley, kiedy w 1976 wraz z Rickiem Estrinem (ur. 1949) utworzył grupę Little Charlie & the Nightcats. Muzyka zespołu opiera się przede wszystkim na bluesie chicagowskim, jednak zawiera w sobie również elementy wielu innych stylów, takich jak wczesny rock and roll, soul, surf music, swing, jump blues, czy western swing. Debiutancki album grupy, All the Way Crazy, ukazał się w 1987, kolejny - Disturbing the Peace - w 1988. Nagrania te pomogły grupie umocnić swoją pozycję na scenie bluesowej, dzięki czemu zaczęli intensywnie koncertować. Występowali m.in. na najdłużej istniejącym festiwalu bluesowym w Stanach Zjednoczonych San Francisco Blues Festival (w latach 1980 i 1982), na Festival International de Jazz de Montréal, czy na festiwalu Bumbershoot w Seattle.
Na albumie "Night Vision" z 1993 zagrał z nimi gitarzysta Joe Louis Walker, który był również producentem płyty. Napisany przez Estrina utwór "My Next Ex-Wife" z tej płyty, zdobył nagrodę W.C. Handy dla najlepszej piosenki roku.
W 1996 z grupy odszedł występujący z nią od początku działalności perkusista Dobie Strange. Jego miejsce zajął June Core.
W 2008 Baty ogłosił, że zaprzestaje koncertowania z grupą (wyłączając ewentualne koncerty w Europie i wybrane występy w Stanach Zjednoczonych).
W 2009 Baty wystąpił JW-Jonesem na Mont Tremblant Blues Festival, Ottawa Bluesfest, i Piazza Blues w Bellizonie w Szwajcarii. Występy te zostały bardzo dobrze przyjęte przez fanów i krytyków.
Rick Estrin gra dalej z zespołem, który pod nieobecność Baty'ego przyjął nazwę Rick Estrin and the Nightcats. Baty został zastąpiony przez gitarzystę Chrisa 'Kid' Andersena (ur. 1980), pochodzącego z Telemark w Norwegii. Andersen występował m.in. z Charliem Musselwhitem, a także ze swoim własnym zespołem.
Ostatnie nagrania Baty'ego to gościnny udział w nagraniu płyty JW-Jonesa, Bluelisted (2008).

## Występy w Polsce
W 2004 grupa wystąpiła na 24. edycji Rawa Blues Festival. Zespół pojawił się też 6 lat później, na 30. edycji tego festiwalu, która odbyła się 9 października 2010 w katowickim Spodku.

## Wybrana dyskografia
- 1987: All the Way Crazy Alligator,
- 1988: Disturbing the Peace Alligator,
- 1991: Captured Live [Live] Alligator,
- 1993: Night VisionAlligator,
- 1995: Straight Up! Alligator,
- 1998: Shadow of the Blues Alligator,
- 2002: That's Big Alligator,
- 2005: Nine Lives Alligator.